# Rainer Ptacek
Rainer Ptacek (* 7. Juni 1951 in Ost-Berlin; † 12. November 1997 in Tucson), auch bekannt unter seinem Pseudonym Rainer, war ein deutsch-amerikanischer Gitarrist und Liedermacher, der die meiste Zeit seines Lebens in Tucson, Arizona, lebte. Seine Gitarrentechnik, die Slide, Fingerpicking, Tonbandschleifen und elektronische Manipulationen umfasste, brachte ihm die Anerkennung namhafter Musiker wie Robert Plant und Billy Gibbons ein.

## Leben
Ptacek wurde in Ost-Berlin geboren, seine Familie floh mit ihm in den Westen, und zog danach in den 1950er Jahren in die USA, zunächst nach Chicago. In den 1970er Jahren verschlug es ihn nach Tucson, wo er ein fester Bestandteil der lokalen Musikszene wurde und die Band Giant Sandworms gründete, die später zu Giant Sand wurde. Seine Soloalben, darunter Worried Spirits und Nocturnes, erhielten positive Kritiken und festigten seinen Ruf als innovativer Musiker.
Im Februar 1996 wurde bei Ptacek ein Gehirntumor diagnostiziert. Er war nicht krankenversichert, und die Kosten für seine Behandlung überforderten ihn finanziell. Seine Freunde, darunter Robert Plant und Howe Gelb, organisierten daraufhin ein Benefizalbum, um ihm zu helfen. Trotz intensiver Chemotherapie, die den Tumor zunächst in Remission brachte, verstarb Ptacek am 12. November 1997 in Tucson.